# Пам'ятки історії Старобешівського району
У Старобешівському районі Донецької області на обліку перебуває 47 пам'яток історії.
| № пп | Фото | Найменування пам'ятки | Місцезнаходження пам'ятки                                                    | Рік встановлення                  | Автор                                             |
| ---- | ---- | --- | ---------------------------------------------------------------------------- | --------------------------------- | ------------------------------------------------- |
| 1.   |      | Братська могила радянських військовополонених. | Комсомольська м/р, м. Комсомольське, вул. Транспортна.                       | 1950 р.                           | -Скульптор: Бринь Л. А. Архітектор: Мельник І. П. |
| 2.   |      | Пам'ятник Хмельницькому Б. З., державному діячеві, гетьману України, полководцю                                                                       | Комсомольська м/р, м. Комсомольське, вул. Садова.                            | 1954 р.                           | Скульптор: Гевеке П. П.                           |
| 3.   |      | Братська могила радянських воїнів Південного фронту                                                                                                   | Комсомольська м/р, м. Комсомольське, вул. Набережна.                         | 1968 р.                           |                                                   |
| 4.   |      | Могила Боброва В.А, воїна-афганця, рядового. | Комсомольська м/р, м. Комсомольське, цвинтар.                                | 1984 р.                           | -                                                 |
| 5.   |      | Могила Сергєєва В. І., воїна-афганця. | Комсомольська м/р, м. Комсомольське, цвинтар.                                | 1983 р.                           | -                                                 |
| 6.   |      | Пам'ятник В. І. Леніну | Новосвітська сел./р, смт Новий Світ, перехрестя пр. Леніна та вул. Шкільної. | 1970 р.                           | Скульптор: Муравін Л. Д.                          |
| 7.   |      | Будинок, у якому мешкала Ангеліна П. М., двічі Герой Соціалістичної Праці.                                                                            | Старобешівська сел./р, смт Старобешеве, вул. Ангеліної, 21.                  |                                   | -                                                 |
| 8.   |      | Меморіальний комплекс: Братська могила героїв громадянської війни. Братська могила радянських воїнів та підпільників. Пам'ятник воїнам-односельчанам. | Старобешівська сел./р, смт Старобешеве, вул. Радянська.                      | 1970 р. рек. 1975 р.              | Скульптор: Баранов М. А.                          |
| 9.   |      | Пам'ятник Ангеліній П. М., двічі Герою Соціалістичної Праці.                                                                                          | Старобешівська сел./р, смт Старобешеве, вул. Радянська.                      | 1962 р.                           | Скульптори: Кравченко Я. К., Альошин А. А.        |
| 10.  |      | Могила Ангеліної П. М., відомої трактористки, двічі Героя Соціалістичної Праці.                                                                       | Старобешівська сел./р, смт Старобешеве, цвинтар.                             | 1960 р.                           | -                                                 |
| 11.  |      | Братська могила радянських воїнів Південного фронту.                                                                                                  | Комунарівська с/р, с. Комунарівка, сквер.                                    | 1956 р.                           | -                                                 |
| 12.  |      | Братська могила радянських воїнів Південного фронту і пам'ятник односельчанам.                                                                        | Кумачівська с/р, с. Кумачове, ул.. Ручко                                     | 1957 р. рек. 1973 р.              | -                                                 |
| 13.  |      | Братська могила радянських воїнів і пам'ятник односельчанам.                                                                                          | Кумачівська с/р, с. Глинка, центр села.                                      | 1956 р. рек. 1967 р. рек. 1983 р. | Скульптор: Костін В. М.                           |
| 14.  |      | Могила Рошка В. П., воїна-афганця. | Кумачівська с/р, с. Глинка, цвинтар.                                         | 1987 р.                           | -                                                 |
| 15.  |      | Братська могила радянських воїнів Південного фронту.                                                                                                  | Кумачівська с/р, с. Побєда, пров. Лінкевича.                                 | 1956 р.                           | -                                                 |
| 16.  |      | Братська могила радянських воїнів Південного фронту.                                                                                                  | Кумачівська с/р, с. Світлий Луч, східна околиця.                             | 1957 р.                           | -                                                 |
| 17.  |      | Братська могила радянських військовополонених | Мар'янівська с/р, с. Мар'янівка, лісосмуга за 1,5 км на північ від села.     | 1990 р.                           | -                                                 |
| 18.  |      | Братська могила радянських воїнів Південного фронту.                                                                                                  | Мар'янівська с/р, с. Мар'янівка, центр.                                      | 1957 р.                           | -                                                 |
| 19.  |      | Братська могила радянських воїнів. | Мар'янівська с/р, с. Новоселівка, біля церкви.                               | 1956 р.                           | -                                                 |
| 20.  |      | Братська могила радянських воїнів і пам'ятник воїнам-землякам.                                                                                        | Мар'янівська с/р, с. Обільне, центр села.                                    | 1956 р. рек. 1985 р.              | -                                                 |
| 21.  |      | Могила Стогова В. С., радянського воїна, рядового і пам'ятник односельчанам.                                                                          | Мар'янівська с/р, с. Придорожнє, вул. Загиблих Комунарів.                    | 1977 р.                           | -                                                 |
| 22.  |      | Братська могила радянських воїнів Південного фронту.                                                                                                  | Новозар'ївська с/р, с. Новозар'ївка, вул.. Північна                          | 1957 р. рек. 1983 р.              | Скульптор: Костін В. М.                           |
| 23.  |      | Братська могила радянських воїнів Південного фронту.                                                                                                  | Новозар'ївська с/р, с. Веселе, цвинтар.                                      | 1945 р. рек. 1998 р.              | -                                                 |
| 24.  |      | Братська могила радянських воїнів Південного фронту.                                                                                                  | Новозар'ївська с/р, с-ще Колоски, центр села.                                | 1953 р.                           | -                                                 |
| 25.  |      | Братська могила радянських воїнів Південного фронту.                                                                                                  | Новокатеринівська с/р, с. Новокатеринівка, центр села.                       | 1950 р.                           | -                                                 |
| 26.  |      | Братська могила радянських воїнів Південного фронту.                                                                                                  | Олександрівська с/р, с. Вознесенка, центр села.                              | 1964 р.                           | -                                                 |
| 27.  |      | Братська могила радянських воїнів. | Олександрівська с/р, с. Світле, східна околиця.                              | 1967 р. рек. 1990 р.              | -                                                 |
| 28.  |      | Братська могила радянських воїнів і пам'ятник односельчанам.                                                                                          | Осиківська с/р, с. Осикове, центр села.                                      | 1957 р. рек. 1975 р.              | -                                                 |
| 29.  |      | Могила Мельникова І. С., радянського воїна, капітана і пам'ятник односельчанам.                                                                       | Осиківська с/р, с. Осикове, вул. Шкільна, центр.                             | 1957 р. рек. 1967 р.              | -                                                 |
| 30.  |      | Могила Коваля В. Г., воїна-афганця. | Осиківська с/р, с. Осикове, цвинтар.                                         | 1987 р.                           | -                                                 |
| 31.  |      | Братська могила радянських воїнів Південного фронту.                                                                                                  | Петрівська с/р, с. Петрівське.                                               | 1959 р. рек. 1990 р.              | -                                                 |
| 32.  |      | Братська могила радянських воїнів Південного фронту.                                                                                                  | Петрівська с/р, с. Підгірне, вул. Підгірна, 51.                              | 1956 р.                           | -                                                 |
| 33.  |      | Братська могила радянських воїнів Південного фронту.                                                                                                  | Петрівська с/р, с. Підгірне, цвинтар.                                        | 1956 р. рек. 1989 р.              | -                                                 |
| 34.  |      | Могила Пікурова М. С., радянського воїна, рядового.                                                                                                   | Роздольненська с/р, с. Роздольне, центр села.                                | 1974 р.                           | -                                                 |
| 35.  |      | Братська могила героїв громадянської війни, жертв фашизму і радянських воїнів.                                                                        | Роздольненська с/р, с. Роздольне, центр села.                                | 1956 р. рек. 1973 р. рек. 1995 р. | -                                                 |
| 36.  |      | Братська могила радянських воїнів і пам'ятник воїнам-односельчанам.                                                                                   | Роздольненська с/р, с. Василівка, вул. Леніна.                               | 1950 р. рек. 1967 р. рек. 19р.    | -                                                 |
| 37.  |      | Братська могила радянських воїнів і пам'ятник воїнам-односельчанам.                                                                                   | Сонцевська с/р, с. Сонцеве, центр села.                                      | 1963 р. рек. 1975 р.              | -                                                 |
| 38.  |      | Братська могила радянських воїнів Південного фронту.                                                                                                  | Сонцевська с/р, с. Кам'янка, центр села.                                     | 1956 р.                           | -                                                 |
| 39.  |      | Братська могила радянських воїнів Південного фронту.                                                                                                  | Сонцевська с/р, с. Краснопілля, центр села.                                  | 1950 р.                           | -                                                 |
| 40.  |      | Братська могила радянських воїнів Південного фронту.                                                                                                  | Стильська с/р, с. Стила, центр села.                                         | 1956 р. рек. 1989 р.              | -                                                 |
| 41.  |      | Братська могила борців за Радянську владу. | Стильська с/р, с. Стила, околиця села.                                       | 1967 р.                           | -                                                 |
| 42.  |      | Братська могила радянських воїнів Південного фронту.                                                                                                  | Стильська с/р, с. Петрівське, центр села.                                    | 1954 р.                           | -                                                 |
| 43.  |      | Пам'ятник В. І. Леніну | Комсомольська м/р, м. Комсомольське, вул. Леніна.                            | 1956 р.                           | Скульптор: Сова Д. Т. Архітектор: Васильєв В. В.  |
| 44.  |      | Пам'ятник В. І. Леніну | Старобешівська сел./р, смт Старобешеве, вул. Радянська.                      | 1964 р.                           | -                                                 |
| 45.  |      | Пам'ятник В. І. Леніну | Кумачівська с/р, с. Кумачове, вул. Леніна.                                   | 1960 р.                           | -                                                 |
| 46.  |      | Пам'ятник воїнам-односельчанам. | Мар'янівська с/р, с. Новобешеве, центр.                                      | 1965 р. рек. 1990 р.              | -                                                 |
| 47.  |      | Пам'ятник воїнам-односельчанам. | Мар'янівська с/р, с. Новоселівка.                                            | 1970 р.                           | -                                                 |